# 拉彭兰塔机场
拉彭兰塔机场（芬蘭語：Lappeenrannan lentoasema，IATA：LPP，ICAO：EFLP），位于芬兰东南部拉彭兰塔市以西2公里处。该机场是芬兰最早的机场，建于1918年。卡累利阿航空博物馆位于该机场区域内。2015至2017年间该机场没有开通航线。
2009年11月波罗的海航空开通经停塔林至里加的航线。从该机场也有直飞希腊和加那利群岛的包机航班。2019年春季时也有个别度假包机飞往埃及。
该机场在2010年4月的客流量达到历史顶峰。其时近11000名旅客经停该机场。之前的记录是在1998年，当时的最高月客流量近7900人。
由于2006年9月开通了拉赫蒂直达铁路，拉彭兰塔机场国内旅客数量在2005年后急剧下降。据南卡累利阿商会的分析，很多旅客因此从航空运输转向铁路运输。2018年时该机场没有国内航班。
很多圣彼得堡人飞往拉彭兰塔机场。